# Konrad-Duden-Preis
Der Konrad-Duden-Preis ist eine Auszeichnung für Germanisten, die sich um die deutsche Sprache und ihre Erforschung besonders verdient gemacht haben. Sie wird seit 1959 etwa alle zwei bis drei Jahre von der Stadt Mannheim in Zusammenarbeit mit dem Cornelsen Verlag (ehemals Verlag Bibliographisches Institut GmbH) verliehen und ist (Stand 2023) mit 12.500 Euro dotiert. Benannt wurde sie nach dem deutschen Philologen Konrad Duden. Aus Anlass des 400. Geburtstags der Stadt Mannheim wurde 2007 ein Sonderpreis vergeben, der aus einer Bücherspende im Wert von 10.000 Euro bestand.

## Preisträger
- 1959: Leo Weisgerber (Deutschland)
- 1961: Hans Glinz (Schweiz)
- 1964: Hugo Moser (Deutschland)
- 1966: Louis Hammerich (Dänemark) und Gerhard Storz (Deutschland)
- 1968: Gustav Korlén (Schweden) und Jost Trier (Deutschland)
- 1970: Johannes Erben (Deutschland)
- 1972: Hans Eggers (Deutschland)
- 1974: Jean Fourquet (Frankreich)
- 1976: Ludwik Zabrocki (Polen)
- 1978: Heinz Rupp (Deutschland/Schweiz)
- 1980: Peter von Polenz (Deutschland)
- 1982: Hugo Steger (Deutschland)
- 1984: Mirra Guchmann (UdSSR)
- 1986: Harald Weinrich (Deutschland)
- 1988: Wladimir Admoni (UdSSR)
- 1990: Hans Jürgen Heringer (Deutschland)
- 1992: Els Oksaar (Estland/Schweden)
- 1994: Gerhard Helbig (Deutschland)
- 1996: Helmut Henne (Deutschland)
- 1998: Ingo Reiffenstein (Österreich)
- 2000: Siegfried Grosse (Deutschland)
- 2002: Hans-Werner Eroms (Deutschland)
- 2004: Cathrine Fabricius-Hansen (Dänemark)
- 2006: Heinrich Löffler (Deutschland)
- 2007: Sonderpreis: Goethe-Institut
- 2008: Peter Eisenberg (Deutschland)
- 2009: Institut für Deutsche Sprache (Deutschland)
- 2011: Peter Schlobinski (Deutschland)
- 2014: Damaris Nübling (Deutschland)
- 2017: Christian Fandrych (Deutschland)
- 2020: Christa Dürscheid (Deutschland/Schweiz)
- 2023: Helmuth Feilke (Deutschland)